# Saint-Étienne-du-Gué-de-l'Isle
Saint-Étienne-du-Gué-de-l'Isle (tiếng Breton: Sant-Stefan-ar-Roudouz) là một xã của tỉnh Côtes-d'Armor, thuộc vùng Bretagne, tây bắc Pháp.

## Dân số
Người dân ở Saint-Étienne-du-Gué-de-l'Isle được gọi là Stéphanois.